# Epístola de Tiago
A Epístola de Tiago é uma das cartas do Novo Testamento, assim conhecidas porque foram escritas como cartas circulares, isto é, para serem lidas em várias igrejas, ao contrário das "Epístolas de Paulo" que eram enviadas a igrejas específicas ou a determinados indivíduos. Entretanto fica evidenciado pelo conteúdo da carta que o autor direciona seus conselhos aos cristãos judeus recém-convertidos.

## Autoria
Havia vários homens importantes no Novo Testamento que se chamavam Tiago. O autor identifica-se somente como “Tiago, servo de Deus e do Senhor Jesus Cristo” (Tg 1:1). 
A carta é tradicionalmente atribuída a Tiago, irmão do Senhor. Ele é mencionado duas vezes nos Evangelhos (Mt 13:55; Mc 6:3), onde é identificado como um dos irmãos consanguíneos de Jesus Cristo. Esse Tiago somente se tornou um seguidor do Senhor após a Ressurreição. Ele estava entre os discípulos primitivos que, no cenáculo, esperavam pela descida do Santíssimo Espírito e “perseveram de modo unânime em oração e súplica” (At 1:14). Ele foi martirizado nas mãos dos judeus no ano 63 d. C. conforme relata o historiador Flávio Josefo. De um homem nessa posição de responsabilidade e autoridade, haver-se-ia de esperar uma carta pastoral de conselhos práticos concernentes a questões que afetavam a vida espiritual da Igreja, sendo exatamente isto que é encontrado nessa epístola.
Outros supõem que esta epístola foi escrita pelo apóstolo Tiago, filho de Zebedeu (Mt 10:2), que Herodes Agripa I ordenou à morte em 44 d. C. (At 12:2), contudo os eruditos costumam repudiar esta tese. A visão de que o autor seria o outro apóstolo Tiago, filho de Alfeu (Mt 10:3), é vista com hesitação pelos antigos eruditos, sendo que os modernos ainda o discutem, inclinando-se para a negativa.

## Data da escrita
Não há evidências na epístola ou de fontes externas que ajudem a determinar com exatidão a data em que foi escrita esta carta. Contudo, alguns estudiosos conservadores argumentam que pode ter sido escrita em 45 d. C., enquanto que outros acreditam que fora escrita em 62 d. C.
Há ainda datas mais recentes baseadas no fato de que na epístola o autor não faz nenhuma menção do problema da admissão de gentios na Igreja, posto que é conhecido que Tiago estava profundamente preocupado com esta questão em uma época posterior. Esses que propõem uma data posterior ressaltam as doutrinas evangélicas contidas nessa carta como sendo para uma Igreja que está dando seus primeiros passos na fé, o que favorece a tese de uma datação posterior às cartas de Gálatas e aos Romanos, nas quais o autor tratou de assuntos doutrinários fundamentais.
Entretanto, o aspecto-chave não é o ano exato, mas o período. Se, como indicam os relatos históricos extra-bíblicos, Tiago foi martirizado em 63 d. C., a epístola claramente foi escrita antes dessa data.

## Destinatários
A aplicação simbólica do autor se refere provavelmente aos judeus que aceitaram Jesus como Messias e Salvador através da pregação do Evangelho. Tiago dirige sua epístola “às doze tribos dispersas entre as nações” (1:1). No contexto judaico, o termo “doze tribos” designa Israel em sua totalidade; O termo “dispersão” usado pode fazer alusão às primeiras perseguições sofridas pela Igreja que levaram os convertidos a Cristo a se espalharem por diversas regiões palestinas e extra-palestinas, em alusão a “entre as nações”. Além disso, Tiago, ao usar tal construção, poderia ter em mente todo “Israel Espiritual” que abrange os diversos fiéis a Cristo Jesus em diversas etnias, culturas, e regiões.

## Canonicidade
A Epístola de Tiago não foi originalmente confirmada como livro inspirado pela Igreja. Eusébio de Cesareia, no começo do século IV, afirma que ela ainda é contestada por alguns. 
Durante a Reforma Protestante, alguns teólogos, como Martinho Lutero, argumentavam que a epístola não deveria integrar o Novo Testamento canônico, devido à aparente controvérsia entre a "justificação pelas obras", ali contida, e a "justificação pela fé" pregada nas cartas paulinas. Lutero via aí uma contradição com a doutrina da sola fide ("somente pela fé").
Na África, Tertuliano e Cipriano a desconhecem e o catálogo de Mommsen (cerca do ano de 360) ainda não a contém. Não figura no cânon de Muratori, editado por Ludovico Antonio Muratori, e é muito duvidoso que ela tenha sido citada por Clemente Romano ou pelo autor do Pastor de Hermas.  Foi, porém, incluída entre os 27 livros do Novo Testamento relacionados por Atanásio de Alexandria e posteriormente confirmada por uma série de concílios no século IV.
Nas igrejas de língua siríaca, foi apenas no decurso do século IV que a epístola foi introduzida no cânone do Novo Testamento. Mas mesmo não tendo canonicidade não pareceu ter criado problemas no Egito, onde Orígenes citou como Escritura inspirada. Com o passar dos tempos a maior parte das denominações do Cristianismo considerou-a como uma epístola canônica do Novo Testamento. 

## Conteúdo
Observa-se com frequência que a Epístola de Tiago é o livro com as mais marcantes características judaicas do Novo Testamento; em razão desse aspecto e da ênfase no comportamento piedoso, essa carta é comparada à literatura sapiencial do Antigo Testamento.

Devido à sua preocupação com a justiça social, Tiago é com regularidade tratado como Amós do Novo Testamento. Nota-se, ainda, profunda similaridade dos ensinamentos do autor com os ensinamentos de Jesus no Sermão do Monte (Tg 5:12; 5:2; 4:11,12, confronte Mt 5:34-37; 6:19; 7:1); fator que é assim visto por Doremus Almy Hayes: “Tiago é aquele que faz menos menção acerca de Jesus do que qualquer outro autor do Novo Testamento, contudo, em compensação, o seu discurso é o que mais se assemelha com o discurso do Mestre quando comparado ao discurso dos outros escritores”.

### Características
Os cristãos judeus a quem Tiago se dirige enfrentavam problemas pessoais e outros maiores em suas congregações devido a religiosidade e hipocrisia de alguns entre eles. Dentro desse contexto, passavam por grandes provações e tentações (1:30). Alguns cristãos despendiam absoluta atenção aos ricos (1:9-11; 2:1-13), enquanto que outros eram roubados pelos ricos (5:1-6). Os cristãos judaicos por terem passado muitos anos apegados a religião local ainda competiam por cargos de liderança entre os congregados confirmando a imaturidade na fé em Cristo.
A principal dificuldade da igreja era que muitos dos cristãos judeus não viviam de acordo com a profissão de fé em Jesus Cristo (1:22-25). Além disso, a língua também causava problemas sérios (1:26; 4:11-12), a ponto de gerar conflitos e divisões na congregação (3:14); outro problema dizia respeito à mentalidade mundana e a necessidade de renovação da mente. 
Entretanto, Tiago não discute uma série de problemas variados aleatoriamente; todos esses conflitos têm uma só causa: imaturidade espiritual. Os cristãos referidos pelo autor, em síntese, não estavam crescendo e amadurecendo espiritualmente; fator que aponta para o tema central da epístola: "as características de uma vida cristã madura". 

Em várias ocasiões Tiago usa o termo perfeito, palavra que significa maduro, completo (1:4, 17, 25; 2:22; 3:2); ao fazer menção de um "perfeito varão" (3:2) não se refere a um indivíduo impecável, mas sim a um indivíduo maduro e equilibrado. O autor conclama seus leitores a que se desenvolvam sobre o alicerce da Salvação perfeita de Cristo e cresçam em maturidade, enumerando algumas características de um cristão maduro: é paciente em meio à provação (cap. 1), sendo a paciência, segundo o que se observa na carta, a cerne de uma vida cristã prospera e ideal; pratica a verdade (cap. 2); controla sua língua (cap. 3); é um pacificador, não um contendedor (cap. 4); e ora em meios aos problemas (cap. 5).
Tiago aconselhou os cristãos judeus que possuíam já maturidade espiritual para que auxiliasem o mais fraco na fé a voltar a prática do verdadeiro evangelho de Cristo e assim tal irmão receberia de Deus sua devida recompensa "Meus irmãos, se algum de vocês se desviar da verdade e alguém o trouxer de volta,lembrem-se disso: Quem converte um pecador do erro do seu caminho, salvará a vida dessa pessoa e fará que muitíssimos pecados sejam perdoados." 5:19,20.
O escritor também é a Escritura de referência (Tiago 5:14, 15) para a prática da unção dos enfermos: "Se algum de vós estiver doente, chame os anciãos da igreja, a fim de que estes orem sobre a pessoa enferma, ungindo-a com óleo em o Nome do Senhor; e a oração, feita com fé, curará o doente, e o Senhor o levantará.".

### A passagem do cap. 2:14-26
A intensa vertente de ensino do autor nos resultados práticos da fé cristã, às vezes torná-lo um aparente oponente de Paulo no que tange a salvação, uma vez que este enfatiza que a salvação é resultado exclusivo da fé (Rm 4); pensamento este aparentemente contrário àquilo que Tiago defende. Tamanha é a aparente contradição entre os dois escritos no assunto relativo a salvação, que Martinho Lutero, adepto do pensamento de Paulo, designou a Epístola de Tiago como contrária a fé cristã e a denominou de “epístola de palha”.
Entretanto, ao se analisar a carta e o pensamento de Tiago de modo cauteloso, nota-se ocorrer diferenças linguísticas em função do público alvos das epístolas: Paulo escreveu a gentios e Tiago a cristãos judeus. Neste aspecto, Tiago usa a palavra ‘fé’ referindo-se a um consentimento meramente intelectual, enquanto que o uso do termo ‘fé’ por Paulo refere-se à convicção que traz consigo o consentimento da vontade. Quando Paulo menciona ‘obras’, refere-se às obras da lei, isto é, as obras do legalismo judaico que nunca poderiam salvar a alma, enquanto que Tiago usa o mesmo termo referindo-se às boas ações que fluem naturalmente de um coração cheio de amor por Deus e pelo próximo.
É evidente nas Escrituras que Paulo concorda substancialmente com os ensinos de Tiago, porquanto Paulo também escreve: “pois, diante de Deus, não são os que simplesmente ouvem a Lei considerados justos; mas sim, os que obedecem à Lei, estes serão declarados justos” (Rm 2:13).

Portanto, o ensinamento de Tiago retrata a fé como força transformadora, que molda cada cristão à imagem de Cristo; mudança exteriorizada através de um viver santo, justo, e reto (Tg 1:4). Por conseguinte, não há contradição à teologia de Paulo, mas sim um complemento: Paulo retrata o “primeiro” estágio da vida cristã: a redenção, enquanto que Tiago o sucessor “segundo” estágio: os frutos da redenção na vida do remido.